# Universos paralelos

La paradoja cuántica del «gato de Schrödinger» vista desde el punto de vista de la interpretación de los universos múltiples.
En esta interpretación cada evento involucra un punto de ramificación en el tiempo, el gato está vivo y muerto, incluso antes de que la caja se abra, pero los gatos «vivos» y «muertos» están en diferentes ramificaciones del universo, por lo que ambos son igualmente reales, pero no pueden interactuar el uno con el otro.

Los universos paralelos o mundos paralelos es como se denomina a una hipótesis física en la que entran en juego la existencia de varios universos o realidades relativamente independientes. El desarrollo de la física cuántica y la búsqueda de una teoría unificada (teoría cuántica de la gravedad), conjuntamente con el desarrollo de la teoría de cuerdas, han hecho entrever la posibilidad de la existencia de múltiples universos paralelos conformando un multiverso.
Ejemplo:
una dimensión donde los dinosaurios no se extinguieron.
Universos paralelos o términos similares también se encuentran como temática de la literatura y en otros medios, particularmente en lo que por ejemplo se refiere al género literario fantástico y a la ciencia ficción.

## Universos paralelos en física

### Interpretación de los muchos mundos
Una de las versiones científicas más curiosas que recurren a los universos paralelos es la «interpretación de los universos múltiples» o «interpretación de los muchos mundos» (IMM), de Hugh Everett. Dicha teoría aparece dentro de la mecánica cuántica como una posible solución al «problema de la medida» en mecánica cuántica. Everett describió su interpretación más bien como una metateoría. Desde un punto de vista lógico la construcción de Everett evade muchos de los problemas asociados a otras interpretaciones más convencionales de la mecánica cuántica. Recientemente, sin embargo, se ha propuesto que universos adyacentes al nuestro podrían dejar una huella observable en la radiación de fondo de microondas, lo cual abriría la posibilidad de probar experimentalmente esta teoría.
El problema de la medida es uno de los principales «frentes filosóficos» que abre la mecánica cuántica. Si bien la mecánica cuántica ha sido la teoría física más precisa hasta el momento, permitiendo hacer cálculos teóricos relacionados con procesos naturales que dan 20 decimales correctos y ha proporcionado una gran cantidad de aplicaciones prácticas (centrales nucleares, relojes de altísima precisión, ordenadores), existen ciertos puntos difíciles en la interpretación de algunos de sus resultados y fundamentos (el premio Nobel Richard Feynman llegó a bromear diciendo: «Creo que nadie entiende verdaderamente la mecánica cuántica»).
El «problema de la medida» se puede describir informalmente del siguiente modo:
1. De acuerdo con la mecánica cuántica, un sistema físico ―por ejemplo un conjunto de electrones orbitando en un átomo― queda descrito por una función de onda. Dicha función de onda es un objeto matemático que supuestamente describe la máxima información posible que contiene un estado puro.
2. Si nadie externo al sistema ni dentro de él observara o tratara de ver como está el sistema, la mecánica cuántica nos diría que el estado del sistema evoluciona determinísticamente. Es decir, se podría predecir perfectamente hacia dónde irá el sistema.
3. La función de onda nos informa cuáles son los resultados posibles de una medida y sus probabilidades relativas, pero no nos dice qué resultado concreto se obtendrá cuando un observador trate efectivamente de medir el sistema o averiguar algo sobre él. De hecho, la medida sobre un sistema es un valor aleatorio entre los posibles resultados.

Eso plantea un problema serio: si las personas y los científicos u observadores son también objetos físicos como cualquier otro, debería haber alguna forma determinista de predecir cómo tras juntar el sistema en estudio con el aparato de medida, finalmente llegamos a un resultado determinista. Pero tras el postulado de que una medición destruye la «coherencia» de un estado inobservado e inevitablemente luego de la medida se queda en un estado mezcla aleatorio, parece que solo quedan tres salidas:
(A) O bien se renuncia a entender el «proceso de decoherencia», por lo cual un sistema pasa de tener un estado puro que evoluciona determinísticamente a tener un estado mezcla o «incoherente».
(B) O bien se admite que existen unos objetos no físicos llamados «conciencia» que no están sujetos a las leyes de la mecánica cuántica y que resuelven el problema.
(C) O se trata de proponer una teoría que explique el proceso de medición, y no sean así las mediciones quienes determinen la teoría.
Diferentes físicos han tomado diferentes soluciones a este «trilema»:
1. Niels Bohr, quien propuso un modelo inicial de átomo que acabó dando lugar a la mecánica cuántica y fue considerado durante mucho tiempo uno de los defensores de la «interpretación ortodoxa de Copenhague», se inclinaría por (A).
2. John von Neumann, el matemático que creó el formalismo matemático de la mecánica cuántica y que aportó grandes ideas a la teoría cuántica, se inclinaba por (B).
3. La interpretación de Hugh Everett es uno de los planteamientos que apuesta por la solución (C).

La propuesta de Everett es que cada medida «desdobla» nuestro universo en una serie de posibilidades (o tal vez existían ya los universos paralelos mutuamente inobservables y en cada uno de ellos se da una realización diferente de los posibles resultados de la medida). La idea y el formalismo de Everett es perfectamente lógico y coherente, aunque algunos puntos sobre cómo interpretar ciertos aspectos, en particular cómo se logra la inobservabilidad o coordinación entre sí de esos universos para que en cada uno suceda algo ligeramente diferente. Pero por lo demás es una explicación lógicamente coherente y posible, que inicialmente no despertó mucho entusiasmo, sencillamente porque no está claro que sea una posibilidad falsable.
Sin embargo, una encuesta sobre la IMM llevada a cabo por el investigador de ciencias políticas L. David Raub, quien entrevistó a setenta y dos destacados especialistas en cosmología y teóricos cuánticos, dio los siguientes resultados:
1. Sí, creo que la IMM (interpretación de mundos múltiples) es correcta (58 %)
2. No acepto la IMM (18 %)
3. Quizás la IMM sea correcta, pero todavía no me convence (15 %)
4. No tengo una opinión a favor ni en contra (9 %)

Entre los especialistas que se inclinaron por el "Sí" (1) estaban Stephen Hawking, Richard Feynman y Murray Gell-Mann. Entre los que se definieron por el "No" (2) estaba Roger Penrose, siguiendo una encuesta del año 2001; con posterioridad el porcentaje de los científicos que no aceptan la IMM ha ido disminuyendo notablemente. Aunque Hawking y Gell-Mann han explicado su posición, Hawking afirmó en una carta a Raub que «el nombre “mundos múltiples” es inadecuado, pero la teoría, en esencia, es correcta» (tanto Hawking como Gell-Mann llaman a la IMM "interpretación de historias múltiples"). Posteriormente, Hawking llegó a decir que «la IMM [interpretación de los mundos múltiples] es trivialmente verdadera». Por otro lado, Murray Gell-Man ―en una reseña de un artículo del físico estadounidense Bruce DeWitt (que es uno de los principales defensores de la IMM)- se mostró básicamente de acuerdo con Hawking: «Aparte del empleo desacertado del lenguaje, los desarrollos físicos de Everett son correctos, aunque algo incompletos». Otros físicos destacados como Steven Weinberg o John A. Wheeler se inclinan por la corrección de esta interpretación. Sin embargo, el apoyo de importantes físicos a la IMM (interpretación de los mundos múltiples) refleja solo la dirección que está tomando la investigación y las perspectivas actuales, pero en sí mismo no constituye ningún argumento científico adicional en favor de la teoría.
Actualmente, instituciones de prestigio en el mundo se están interesando en estas teorías, como es el caso del Instituto de Física Teórica (IFT) de Madrid. Uno de los científicos de esta institución, el físico Alberto Casas, expuso en 2014 en la conferencia titulada "La perturbadora teoría de los mundos paralelos" todas las posibilidades que abre en el campo de la física, que es extensivo y llega a los límites del campo de la filosofía. A continuación se presenta un párrafo de su disertación:
«Esta Hipótesis de los Muchos Mundos de la física puede parecer delirante… Lo cual la hace también apasionante. Con el tiempo, la interpretación de los Muchos Mundos ha ido ganando adeptos, y hoy en día se considera una perspectiva perfectamente seria de la física cuántica, aunque no está comprobada (y es difícil diseñar experimentos que puedan decidir entre ella y la ortodoxa). Pensemos un momento sobre sus fascinantes implicaciones. Si se acepta la Hipótesis de los Muchos Mundos, el ‘yo’ que sentimos sería sólo una de nuestras versiones: el ‘yo’ de una cierta rama cuántica. Y de forma permanente se siguen creando desdoblamientos de nuestro ‘yo’, puesto que continuamente estamos realizando observaciones de uno u otro tipo. Los nuevos ‘yos’ que se crean a cada momento comparten un pasado común, pero tienen ante sí un futuro diferente. Naturalmente, las historias posteriores en cada una de las ramas serán también diferentes. Las dos realidades coexisten de forma simultánea. Esencialmente, todas las posibilidades potenciales se realizan en una rama u otra de nuestro complicado estado cuántico».
Además, el principio de simultaneidad dimensional establece que dos o más objetos físicos, realidades, y objetos no físicos pueden coexistir en el mismo espacio-tiempo. Este principio tiene correspondencia biunívoca con la teoría de IMM (interpretación de mundos múltiples) y la teoría de multiverso de nivel III, aunque no ha sido planteado por Hugh Everett o Max Tegmark. Según Yasunori Nomura, Raphael Bousso y Leonard Susskind, el espacio-tiempo global que aparece en el multiverso inflacionario es un concepto redundante, y los multiversos de Nivel I, II y III son, de hecho, la misma cosa. Esta hipótesis se conoce como "Multiverse = Quantum Many Worlds" ("Multiverso = Muchos Mundos Cuánticos").

### Los agujeros negros como entrada a los universos paralelos

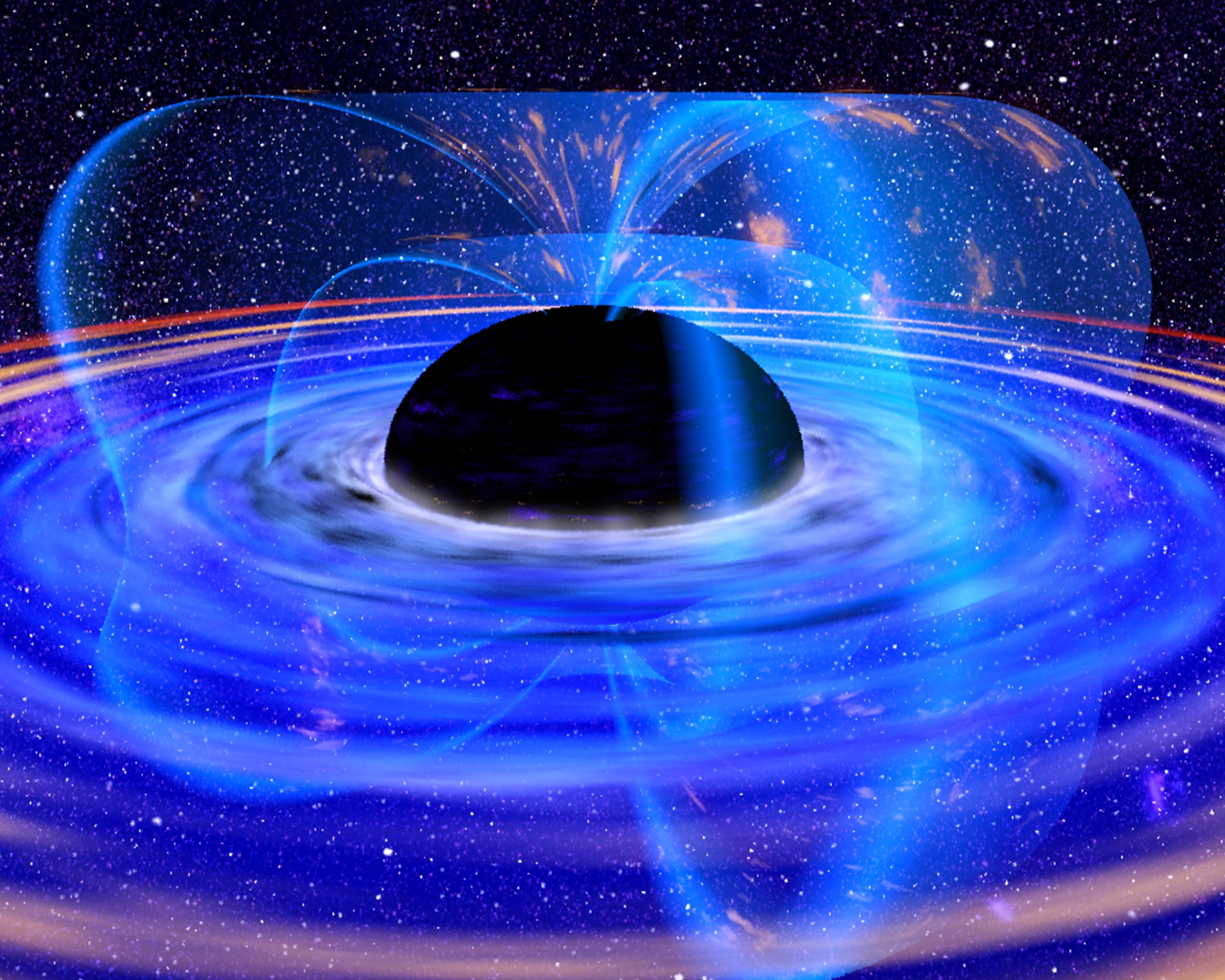
Visión artística de un agujero negro con su disco de acreción.

Se ha apuntado que algunas soluciones exactas de la ecuación del campo de Einstein pueden extenderse por continuación analítica más allá de las singularidades, dando lugar a universos espejos del nuestro. Así la solución de Schwarzschild para un universo con simetría esférica en el que la estrella central ha colapsado comprimiéndose por debajo de su radio de Schwarzschild podría ser continuada analíticamente a una solución de agujero blanco (un agujero blanco de Schwarzchild se comporta como la reversión temporal de un agujero negro de Schwarzschild).
La solución completa describe dos universos asintóticamente planos unidos por una zona de agujero negro (interior del horizonte de sucesos). De esta forma, dos viajeros de dos universos espejos podrían encontrarse.
Una posibilidad igualmente interesante son los universos de Reissner-Nordström y de Kerr-Newman. Este último universo es una solución posible de las ecuaciones de Einstein que puede ser continuada analíticamente a través de una singularidad espacial evitable por un viajero. A diferencia de la solución completa de Schwarzchild, la solución de este problema da como posibilidad la comunicación de los dos universos sin tener que pasar por los correspondientes horizontes de sucesos, a través de una zona llamada horizonte interno.
Según Stephen Hawking, los agujeros negros podrían llevar a otro universo. No tragan y destruyen la información física, sino que la almacenan en un holograma de dos dimensiones fijado en sus bordes, según una teoría presentada por el popular profesor de Cambridge. Una de las preguntas más desconcertantes a la que se enfrentan los físicos es qué pasa con la información sobre el estado físico de las cosas que se tragan los agujeros negros. La pregunta es si se destruyen, como la comprensión que se tiene de la relatividad general podría predecir. Si es así, eso violaría las leyes de la mecánica cuántica. En la denominada conferencia "Hawking Radiation" organizada por el KTH Royal Institute of Technology de Suecia, que reunió a los 32 físicos más importantes del mundo, Hawking presentó su última idea sobre cómo resolver esta paradoja, es decir, cómo la información se conserva incluso si es absorbida por un agujero negro. Todo en nuestro mundo está codificado con información mecánica cuántica; y de acuerdo con las leyes de la mecánica cuántica, esta información nunca debería desaparecer del todo, no importa lo que le suceda. Ni siquiera si se ve envuelta en un agujero negro. Tal como los entendemos, los agujeros negros son regiones del espacio-tiempo donde las estrellas, después de haber agotado su combustible, colapsan bajo su propia gravedad, creando un pozo sin fondo que se traga algo que se acerque demasiado. Ni siquiera la luz puede escapar de ellos, ya que su fuerza gravitacional es casi infinitamente poderosa.
Pasadizo a otro universo
"La información no se almacena en el interior del agujero negro como era de esperar, sino en su límite, el horizonte de sucesos", explicó Hawking en dicha conferencia. Trabajando con el profesor de Cambridge Malcolm Perry (quien habló después de él) y el profesor de Harvard Andrew Stromberg, Hawking formuló la idea de que la información se almacena en forma de las llamadas súper traducciones. "La idea es que las super traducciones son un holograma de las partículas entrantes", dijo Hawking, y agregó: "Así que contienen toda la información que de otro modo se perdería". Esta información se emite en las fluctuaciones cuánticas que los agujeros negros producen, aunque en "forma caótica, inútil," dijo Hawking. "Para todos los efectos prácticos, se pierde la información", aseguró. En su conferencia en Estocolmo, Hawking también ofreció ideas convincentes acerca de donde pueden terminar finalmente las cosas que caen en un agujero negro. "La existencia de historias alternativas con los agujeros negros sugieren que esto podría ser posible", explicó Hawking. "El agujero tendría que ser grande y si gira podría tener un pasaje a otro universo. Pero no podría volver a nuestro universo", finalizó.

## Universos paralelos en la ficción
La temática de los universos paralelos y de otras dimensiones es muy frecuente en la ficción. Si bien es la ciencia ficción la que más se ha destacado al utilizar este recurso, en libros de cuentos infantiles famosos como Alicia en el país de las maravillas y El maravilloso mago de Oz, también se utiliza en el género del terror (H. P. Lovecraft y Brian Lumley, por ejemplo), en la fantasía (C. S. Lewis, por ejemplo) e incluso en el drama histórico (Harry Turtledove, Vladímir Nabókov) o en el cuento El jardín de senderos que se bifurcan, de Jorge Luis Borges, entre otros. Si se habla de la cinematografía, la película Doctor Strange en el multiverso de la locura y Spider-Man: No Way Home son dos de las más apropiadas cuando se menciona la palabra "Multiverso".
Isaac Asimov, en su novela Los propios dioses, propone la idea de universos paralelos muy diferentes donde las constantes universales han colapsado en diferentes valores, dando características únicas a cada universo. Así mismo, propone la idea de la posible interacción entre estos universos a través del intercambio espontáneo de partículas elementales resultando, a largo plazo, en el equilibrio termodinámico entre estos universos al terminar en el equilibrio del valor de las constantes fundamentales en los universos que han logrado interactuar.
En algunos casos, un universo paralelo es similar al nuestro pero con eventos históricos diferentes. En cambio en otros casos ―frecuentemente en historias de terror― otro universo es un lugar sombrío e infernal, repleto de formas de vida monstruosas. Un ejemplo popular de esto es el concepto del “Otro lado” (“El mundo del revés” en España) que aborda ‘’Stranger Things’’.